# Bairiki
Bairiki é uma das maiores localidades de Taraua do Sul, Quiribáti. A Casa do Estado, o Estádio Nacional, as altas comissões da Austrália e da Nova Zelândia, bem como a embaixada de Taiwan, e a maioria dos ministérios do governo tem sede em Bairiki. Bairiki é um pequeno ilhéu, com uma área de terra de menos de meio quilômetro quadrado e é administrada pelo Teinainano Urban Council (TUC). No censo de 2010, a população de Bairiki era de 3 524 habitantes.
Bairiki às vezes é considerada a capital de Quiribáti, porque, ao mesmo tempo, o Parlamento e a Presidência (e os principais escritórios administrativos) estavam localizados lá. No entanto, o Parlamento encontra-se atualmente localizado no ilhéu de Ambo, e os vários ministérios estão espalhados por toda Taraua do Sul, de Betio para Bikenibeu.